# ルンペンストーブ
ルンペンストーブは、暖房用ストーブの一種。

## 概要
当初は、二筒式の石炭ストーブ、または薪ストーブの俗語。のちに、円筒形をした一筒式の板金製石炭ストーブの通称となった。この項では主に前者について詳述する。
日本の昭和初期1920～30年代に、北海道など厳冬地帯で普及しはじめた。2つの燃焼筒を交互に使うことで、長時間の継続的燃焼が可能である。そのため、建物の断熱性に乏しく、常に暖房を効かせる以外に冬の厳しい寒さを防ぐ方法はなかった日本の寒冷地の住宅事情において歓迎された。初めはダルマストーブ同様、持ち運び出来ないほど重い鋳鉄製であったが、やがて軽くて灰の処分が簡単な板金製にとって代わった。

## 構造
2つの燃焼筒が左右に並んでおり、その中間より煙突への排煙口がのびる。燃焼筒には、火力調節用の通風口と灰取り口がある。上部は平坦であり、鍋などを置いて調理に利用できる。
燃料には石炭や薪などを用いる。

## 使用方法
どちらか片方の円筒内に燃料を入れ、上から点火する。七輪の要領で、通風口を開いたり閉じたりして火力を調節する。本体はかなりの高温になる。
1台目の燃料が燃え尽きそうになったらもう1台に点火、それが燃えている間に1台目に溜まった灰を捨てて新しい燃料を入れる。これを繰り返すことで、長時間継続的に燃焼させることが可能である。
通風口の調整を怠ればどこまでもストーブの火力が上がり、本体や煙突が赤熱し、火災へと至る場合も多いため、注意が必要である。また板金で出来ている場合傷みも早く、耐用年数は1シーズンから数シーズン程度である。

## 呼称について
「ルンペン」はドイツ語でぼろから転じて浮浪者・乞食のことであり、同じ意味で日本語化もしている。2つの燃焼筒が交互に働くことをさして、「片方が働いているときには、もう片方は（雇用を奪われて）働いていない」という意味から名付けられたという説がある。

## 現在
ダルマストーブのように、燃焼中に燃料を投じられるように改良されたものが登場し、さらに暖房装置自体が石油ストーブやガスストーブ、電気ストーブなどに取って代わられ、交互にストーブに燃料を投じて使う必要性は薄れていった。しかし石炭や薪を燃料とするストーブとして暖炉並みの大火力を発生することもあってか、その後もわずかに需要を保っている（公共施設に例をとると、北海道遠軽高等学校では現在の3代目校舎に移行するまでの1997年まで現役だった）。
その後、戦後になると板金製の円筒ストーブは、二筒式から安価な一筒式へ主流が移った。現在は北海道函館市の酒井板金工業が、一筒式で、燃焼筒を取り外し可能にすることで燃料交換を簡便にした「ライオン印ルンペン石炭ストーブ」を製造しており、主に北海道内で流通している。